# Вуж бронзовий двосмугий
Вуж бронзовий двосмугий (Dendrelaphis bifrenalis) — неотруйна змія з роду Вуж бронзовий родини Вужеві.

## Опис
Загальна довжина досягає 70—90 см. Голова широка, сплощена. Морда довга, кінцик якої округлий. Ніздрі з боків, округлі. Очі великі з круглими зіницями. Тулуб циліндричний, вузький, стрункий з кілеватою лускою. Хвіст чіпкий, становить 1/3 тіла змії.
Забарвлення спини мідного кольору. На голові є широка чорна смуга. Язик червоного кольору. З боків тулуба є 2 жовті ліній. Черево жовтувато—зеленого забарвлення.

## Спосіб життя
Полюбляє низини, лісову місцину. Усе життя проводить на деревах. Активний вдень. Харчується ящірками, геконами, деревними жабами.
Це яйцекладна змія. Самиця у дупла дерева відкладає 5 довгих яєць.

## Розповсюдження
Це ендемік о.Шрі-Ланка.